# Черкасов Михайло Олександрович
Черкасов Михайло Олександрович (нар. 8 січня 1989) — український самбіст, бронзовий призер літньої Універсіади у Казані.

## Біографія

### Універсіада 2013
На літній Універсіаді, яка проходила з 6-о по 17-е липня у Казані, Михайло предсталяв Україну у самбо у ваговій категорії до 100 кг. та завоював бронзову нагороду. Українець провів чотири матчі. У 1/16 Черкасов зустрічався з узбеком Ісламжоном Азімовим, якого переміг з мінімальною перевагою 2:1. У чвертьфіналі Михайло переміг грузина Геогрі Такадзе 1:0. Далі, у півфіналі він програв майбутньому чемпіону білорусу Мікалаю Мацко — 1:2. У поєдинку за бронзу Тоноян змагався з казахом Чінгісом Шокпутовим, якого здолав з рахунком 2:0.

## Державні нагороди
- Медаль «За працю і звитягу» (25 липня 2013) — за досягнення високих спортивних результатів на XXVII Всесвітній літній Універсіаді в Казані, виявлені самовідданість та волю до перемоги, піднесення міжнародного авторитету України[3]